# Estramustina
L'estramustina (Emcyt, Estracit) è un agente chemioterapico usato per trattamento del cancro alla prostata. Si tratta di un derivato estrogenico (simil estradiolo) legato ad una frazione carbammato estere di una mostarda azotata, cosa che lo rende un agente alchilante antineoplastico simile a mecloretamina con specificità estrogeno-indotta. 
L'estramustina, la cui sintesi chimica è del 1997, è stato commercializzato dalla Farmitalia-CarloErba prima, diventando poi un farmaco di Pharmacia ed oggi di Pfizer.
Esso è indicato nel trattamento palliativo del cancro della prostata
metastatizzato.